# アンドレア・バーグ
アンドレア・バーグ（Andrea Berg , 本名 アンドレア・ファーバー  Andrea Ferber, 出生名 アンドレア・ゼレン Andrea Zellen , 1966年1月28日生まれ）は、ドイツのノルトライン＝ヴェストファーレン州クレーフェルト生まれのシュラーガー音楽の歌手。アンドレア・ベルクとも発音される。
レコードプロデューサーのユーゲン・レーマーに見いだされ、1992年にキャリアを開始、1995年にリリースされた『Gefühle』でブレイクした。これまでに6度のエコー賞を受賞、8度のドイツ金の音叉賞を受賞するなど、これまでに1,000万を超えるレコード売り上げを記録し、ドイツで最も売れている女性アーティストの1人とされている。  

## 来歴

### 1966年–1996年：キャリアの始まり
クレーフェルトで生まれ、子供の頃からカーニバルやお祝いの会で歌と演奏を披露していた。やがてバンド演奏、舞台裏でのステージのセットアップにも取り組み、バンドの運転手にもなった。将来の仕事には病院の集中治療室や腫瘍学部門にて看護師として働くことを視野に入れていた。
彼女の音楽キャリアは、プロデューサーのユーゲン・レーマーが彼女の歌が入ったカセットを入手した後、1992年に始まった。彼は彼女の声に夢中になり、1週間以内に最初のトラックと、彼女のデビュースタジオアルバム『Du bist frei』（ "You Are Free"）を開始した。レーマーは2番目のスタジオアルバム『Gefühle（「Feelings」）』を制作し、彼女の商業的ブレイクへと繋がった。アルバムからはシングル「Wenndumich willst、dannküßmichdoch」（「If You Want Me、Then Kiss Me」）と「Einmal nur mit dir alleinesein」がヒットし、彼女の最も人気のある曲の1つ「Die Gefühle haben Schweigepflicht」も収録されている。 1994年、彼女は企画グループAlle für Alleの一部として録音された曲「Steig wieder auf」で、ZDF-Hitparadeの1位を獲得した。

### 1997–2009：さらなる商業的成功
1997年、3枚目のスタジオアルバム『Träume lügen nicht』（ "Dreams Do n't Lie"）をリリースし、ドイツのアルバムチャートの71位を獲得。シングル「Warumnurträumen」（「WhyJust Dream」）は、一部のラジオプレイリストでナンバーワンであり、15週間チャートにとどまった。娘の誕生に続いて、彼女は1998年に12曲を含む4枚目のアルバム『Zwischen tausend Gefühlen』（「Between a Thousand Feelings」）をリリースし、アルバムから3枚のシングルがリリースされた：「DieseNacht soll nie enden」（「This Night should Never End」）、「Insel der Nacht」（「Island of the Night」）、「Jenseitsder Zärtlichkeit」（「Beyond」）優しさ」）。同年、彼女は5枚目のアルバム『Weil ich verliebt bin』（ "Because I'm in Love"）をリリースし、シングル「Vielleicht ein Traum zuviel」がZDF-Hitparadeの3位になりました。
2001年10月、彼女の最も成功した12曲をフィーチャーしたコンピレーション『Best Of』をリリース。アルバムは200万枚を売り上げ、2003年にダブルプラチナを獲得、ドイツとオーストリアのアルバムチャートで最も多くチャートインしたアルバムとなった。
2002年のスタジオアルバム『Naham Feuer』（ "Close to the Fire"）は、2003年にゴールド認定を受けた。
2006年のアルバム『Splitternackt』（ "Butt-Naked"）は、ドイツのアルバムチャートで1位を獲得した。

### 2010年〜現在：ディーター・ボーレンとのコラボレーション
2010年10月、ディーター・ボーレンがプロデュースしたアルバム『Schwerelos』（ "Weightless"）をリリースし、ユーゲン・レーマーの17年間のプロデュースを終えた。アルバムはプラチナ認定を受け、首位を獲得、続く『Abenteuer』もドイツとオーストリアのアルバムチャートで首位を獲得した。
2012年1月から3月まで、彼女は20周年を祝うために記念ツアーに参加した。 
2013年4月、ドイツ語版のポップアイドルとアメリカンアイドルである「Deutschland sucht denSuperstar」のゲスト審査員を務めた。6月、デンマークでコンピレーションアルバム『My Danish Collection』をリリースし、デンマークで初の首位を獲得した。2013年9月、ダブルアルバム『Atlantis』をリリース、最初のCDはボーレンによって制作され、2番目のCDには他のさまざまなプロデューサーの曲が含まれている。 アルバムは、ドイツ、オーストリア、スイスのアルバムチャートで首位を獲得した。  
2016年4月、アルバム『Seelenbeben』（ "Soul Tremors"）をリリース、Bohlenとの4回目のプロデュース作品となり、ドイツ、オーストリア、スイスのアルバムチャートで首位を獲得。本作のツアー中、リッタル・アレーナ・ヴェッツラーで花火の事故により、肩と上腕に火傷を負った。
彼女の25周年を祝うために、コンピレーション『25 Jahre AbenteuerLeben』をリリースした。
2018年3月17日、ボーレンはメールでバーグに、一度プロとしての関係を終わらせ、将来のアルバムを制作しないことを通知したという情報が流れたが、それにもかかわらず、2019年4月3日、二人は2つの新曲を一緒に制作して公開すると発表した。

## 私生活
バーグには、1998年に生まれた娘のレナマリーいる。2002年から2004年まで、バーグはシュラーガー歌手のオラフ・ヘニングと婚姻していた。
2007年にはスポーツエージェント、ホテル経営者でSGゾネンホフ・グロースアスパッハの共同創設者ウルリッヒ・ファーバーと結婚した。彼らは現在、アスパハでバーグの娘と一緒に住んでいる。

## 作品

### アルバム
| 年   | アルバム                  | 最高位 | 最高位 | 最高位 | 最高位 | 最高位 | 認定 |
| 年   | アルバム                  | GER    | AUT    | DEN    | NL     | SWI    | 認定 |
| ---- | ------------------------- | ------ | ------ | ------ | ------ | ------ | ---- |
| 1992 | Du bist frei              | 49     | 40     | –      | –      | –      |      |
| 1995 | Gefühle                   | 10     | 10     | 14     | –      | 14     |      |
| 1997 | Träume lügen nicht        | 71     | –      | –      | –      | –      |      |
| 1998 | Zwischen tausend Gefühlen | 86     | –      | –      | –      | –      |      |
| 1999 | Weil ich verliebt bin     | –      | –      | –      | –      | –      |      |
| 2001 | Wo liegt das Paradies     | 42     | –      | –      | –      | –      |      |
| 2002 | Nah am Feuer              | 18     | 26     | –      | –      | –      |      |
| 2003 | Machtlos                  | 1      | 8      | –      | –      | –      |      |
| 2004 | Du                        | 1      | 1      | –      | –      | 33     |      |
| 2006 | Splitternackt             | 1      | 1      | –      | –      | 19     |      |
| 2008 | Dezember Nacht            | 8      | 9      | –      | –      | 95     |      |
| 2009 | Zwischen Himmel & Erde    | 1      | 1      | –      | –      | 9      |      |
| 2010 | Schwerelos                | 1      | 1      | –      | –      | 9      |      |
| 2011 | Abenteuer                 | 1      | 1      | –      | –      | 2      |      |
| 2013 | Atlantis                  | 1      | 1      | 5      | 27     | 1      |      |
| 2016 | Seelenbeben               | 1      | 1      | –      | –      | 1      |      |
| 2019 | Mosaik                    | 1      | 1      | –      | –      | 1      |      |

#### コンピレーションアルバム
| 年   | アルバム                 | 最高位 | 最高位 | 最高位 | 最高位 | 認定 |
| 年   | アルバム                 | GER    | AUT    | DEN    | SWI    | 認定 |
| ---- | ------------------------ | ------ | ------ | ------ | ------ | ---- |
| 2001 | Best Of                  | 18     | 5      | –      | 56     |      |
| 2007 | Die neue Best Of         | 4      | 1      | –      | 7      |      |
| 2013 | My Danish Collection     | –      | –      | 1      | –      |      |
| 2017 | 25 Jahre Abenteuer Leben | 1      | 2      | –      | 2      |      |

### シングル
| 年   | シングル                                 | 最高位 | 最高位 | 最高位 | アルバム              |
| 年   | シングル                                 | GER    | AUT    | SWI    | アルバム              |
| ---- | ---------------------------------------- | ------ | ------ | ------ | --------------------- |
| 2001 | "Du hast mich tausendmal belogen"        | 96     | –      | –      | Wo liegt das Paradies |
| 2006 | "Aba Heidschi Bumbeidschi"               | 46     | 65     | –      | Dezembernacht         |
| 2010 | "Ich liebe das Leben"                    | 81     | –      | –      | Schwerelos            |
| 2010 | "Du kannst noch nicht mal richtig lügen" | 91     | 73     | –      | Schwerelos            |
| 2013 | "Das Gefühl"                             | 52     | 58     | 49     | Atlantis              |
| 2013 | "Atlantis lebt"                          | 84     | –      | –      | Atlantis              |
| 2016 | "Diese Nacht ist jede Sünde wert"        | 44     | 37     | –      | Seelenbeben           |
| 2016 | "Ich werde lächeln wenn Du gehst"        | –      | 75     | –      | Seelenbeben           |

### DVDs、blu-rays
| 年   | シングル                               | 最高位 | 最高位 | 最高位 |
| 年   | シングル                               | GER    | AUT    | SWI    |
| ---- | -------------------------------------- | ------ | ------ | ------ |
| 2003 | Emotionen Hautnah                      | 64     | –      | –      |
| 2004 | Eine Reise durch die Seele             | 51     | –      | –      |
| 2006 | Live – Das große Konzert in Oberhausen | –      | –      | –      |
| 2009 | Das Konzert – Zwischen Himmel und Erde | –      | 1      | –      |
| 2011 | Schwerelos – Touredition               | –      | 2      | 3      |
| 2012 | Andrea Berg – Abenteuer live!          | –      | –      | –      |